# The Trip
The Trip é uma banda inglesa, radicada na Itália, de rock progressivo ativa entre as décadas de 1960 e 1970.

## História
Um dos tantos grupos ingleses vindos à Itália a procura de sucesso na era do beat, The Trip compreendia um jovem Ritchie Blackmore na primeira formação, junto com os membros fundadores Andersen e Gray, além do baterista Ian Broad, mas uma mudança de músicos levou ao ingresso de dois italianos. Antes o tecladista Joe Vescovi, de Savona, que teria se tornado a figura mais representativa do grupo e depois o baterista de Turim Pino Sinnone.
Com uma formação estável o grupo obteve um contrato com a RCA que publicou o seu primeiro álbum em 1970, além de um single baseado no LP.
The Trip, chamado algumas vezes Musica Impressionistica, dá um título no outro lado da capa, não pode ser ainda considerado um álbum progressivo, mas sim um disco de rock-blues, com cinco longas músicas guiadas pela guitarra e órgão. A longa canção de abertura, Prologo, é uma ótima introdução ao som do grupo, que desde o início sempre teve unidas as músicas em inglês na sua produção.
Sempre em 1970 os quatro músicos participaram como atores do filme Terzo Canale - Avventura a Montecarlo, comédia surreal baseada na história de um grupo que se apresentou também no Festival Pop di Caracalla.
Com Caronte, em 1971, o som do The Trip se torna mais original, com maior espaço para os tecladistas de Joe Vescovi. Das primeiras notas de Caronte, a música que abre o disco é evidente que com uma influência clássica enriqueceu o som do grupo. A longa Two brothers é um outro dos pontos mais altos de um álbum muito importante.
Depois do segundo álbum, dois dos músicos deixaram o grupo. Billy Gray, que publicou um álbum solista, e o grupo permaneceu um trio com o novo baterista, o jovem Furio Chirico, de Turim, proveniente de algumas importantes experiências anteriores com os grupos dos anos 1960 I Ragazzi del Sole e Martò & i Judas.
Atlantide, apresentado com uma ambiciosa capa de grande efeito, viveu um momento de pico por conta dos teclados de Joe Vescovi. O som se baseia em um estilo do Emerson Lake & Palmer. A banda já era popularíssima na Itália, e as primas cópias do álbum contém também um 45 rotações promocional com uma longa entrevista e extratos do LP.
A mesma formação publicou o quarto e último, essa vez com a histórica e desafortunada etiqueta Trident. Time of change é ainda um outro passo na evolução estilística do grupo, sempre baseado nas teclados, mas com sempre maiores influências clássicas e também jazz.
Depois de Time of change, o baterista Chirico deixou a banda para formar o próprio Arti & Mestieri. Os outros tentaram avançar com a ajuda do ex-baterista do Osage Tribe, Nunzio Favia, mas se dissolveram poucos meses depois, no fim de 1974, por causa de um acidente ocorrido com Andersen.
Joe Vescovi se uniu por breve tempo ao Acqua Fragile no fim de 1974, e sucessivamente, junto a Favia, entrou no Dik Dik. Vescovi reapareceu em 2002 em um novo grupo inspirado nos Beatles, Shout!, compreendendo o ex-baixista do Acqua Fragile, Franz Dondi. Um CD saiu pela Electromantic.
Em 2010, foi anunciada a reunião da formação em três dos anos 1972-1973 e Joe Vescovi, Arvid Wegg Andersen e Furio Chirico participaram em novembro à Prog Exhibition, de Roma.

## Formação
1969-71:
- Billy Gray (guitarra, voz)
- Joe Vescovi (teclado, voz)
- Arvid "Wegg" Andersen (baixo, voz)
- Pino Sinnone (bateria)

1972-73:
- Gray e Sinnone saem, entra:
- Furio Chirico (bateria)

## Discografia

### LP
- 1970 - The Trip (RCA, PSL 10460)
- 1971 - Caronte (RCA, PSL 10509)
- 1972 - Atlantide (RCA, PSL 10540)
- 1973 - Time of change (Trident, TRI 1002)

### CD
- 1989 - The Trip (RCA, ND 74111)
- 1989 - Time of change (Vinyl Magic, VM 008)
- 1990 - Caronte (RCA, ND 74299)
- 1990 - Atlantide (RCA, ND 74516)